# Golítsino
Golítsino (en rus: Голицыно) és un poble de l'óblast de Saràtov, a Rússia, segons el cens del 2010 tenia 64 habitants. Pertany al districte municipal de Rtísxevo.